# Claude-Marie Chanrion
Claude-Marie Chanrion SM (ur. 6 października 1865 w Régnié-Durette we Francji, zm. 17 października 1941) – francuski duchowny rzymskokatolicki, marysta, misjonarz, wikariusz apostolski Nowej Kaledonii.

## Życiorys
27 września 1887 złożył śluby zakonne. 1889 otrzymał święcenia prezbiteriatu i został kapłanem Towarzystwa Maryi.
1 grudnia 1905 papież Pius X mianował go wikariuszem apostolskim Nowej Kaledonii oraz biskupem tytularnym Chariopolisu. 25 marca 1906 przyjął sakrę biskupią z rąk wikariusza apostolskiego Nowych Hebrydów Isidore’a-Marii-Victora Douceré.
3 lutego 1937 zrezygnował z katedry. Zmarł 17 października 1941.